# Кипар на Светском првенству у атлетици на отвореном 2017.
Кипар је учествовао на Светском првенству у атлетици на отвореном 2017. одржаном у Лондону од 4. до 13. августа петнаести пут. Није учествовао 2011. године. Репрезентацију Кипра представљало је 5 атлетичара (2 мушкарца и 3 жене) који су се такмичили у 5 дисциплина (2 мушке и 3 женске).,
На овом првенству такмичари Кипра нису освојили ниједну медаљу али је оборен један национални и један лични рекорд.

## Учесници
| Мушкарци: - Милан Трајковић — 110 м препоне - Апостолос Парелис — Бацање диска | Жене: - Елени Артимата — 400 м - Дагмара Ханџлик — Маратон - Нектарија Панаји — Скок удаљ |

## Резултати

### Мушкарци
| Атлетичар         | Дисциплина    | Лични рекорд | Квалификације | Квалификације | Полуфинале | Полуфинале | Финале               | Финале       | Детаљи |
| Атлетичар         | Дисциплина    | Лични рекорд | Резултат      | Место         | Резултат   | Место      | Резултат             | Место        | Детаљи |
| ----------------- | ------------- | ------------ | ------------- | ------------- | ---------- | ---------- | -------------------- | ------------ | ------ |
| Милан Трајковић   | 110 м препоне | 13,25 НР     | 13,38 КВ      | 3. у гр. 4    | 13,32      | 3. у гр. 4 | Није се квалификовао | 11 / 39 (41) |        |
| Апостолис Парелис | бацање диска  | 65,69 НР     | 63,36 кв      | 6 у гр. А     |            |            | 63,17                | 10 / 30 (32) |        |

### Жене
| Атлетичар        | Дисциплина | Лични рекорд | Квалификације | Квалификације | Полуфинале            | Полуфинале            | Финале                | Финале       | Детаљи |
| Атлетичар        | Дисциплина | Лични рекорд | Резултат      | Место         | Резултат              | Место                 | Резултат              | Место        | Детаљи |
| ---------------- | ---------- | ------------ | ------------- | ------------- | --------------------- | --------------------- | --------------------- | ------------ | ------ |
| Елени Артимата   | 400 м      | 51,61        | 53,26         | 7. у гр. 4    | Није се квалификовала | Није се квалификовала | Није се квалификовала | 41 / 48 (49) |        |
| Дагмара Ханџлик  | Маратон    | 2:42:12      |               |               |                       |                       | 2:38:52 НР, ЛР        | 35 / 78 (92) |        |
| Нектарија Панаји | Скок удаљ  | 6,66         | 6,43          | 6. у гр. Б    |                       |                       | Није се квалификовала | 15 / 30      |        |